# ゼーブンニサー・ベーグム

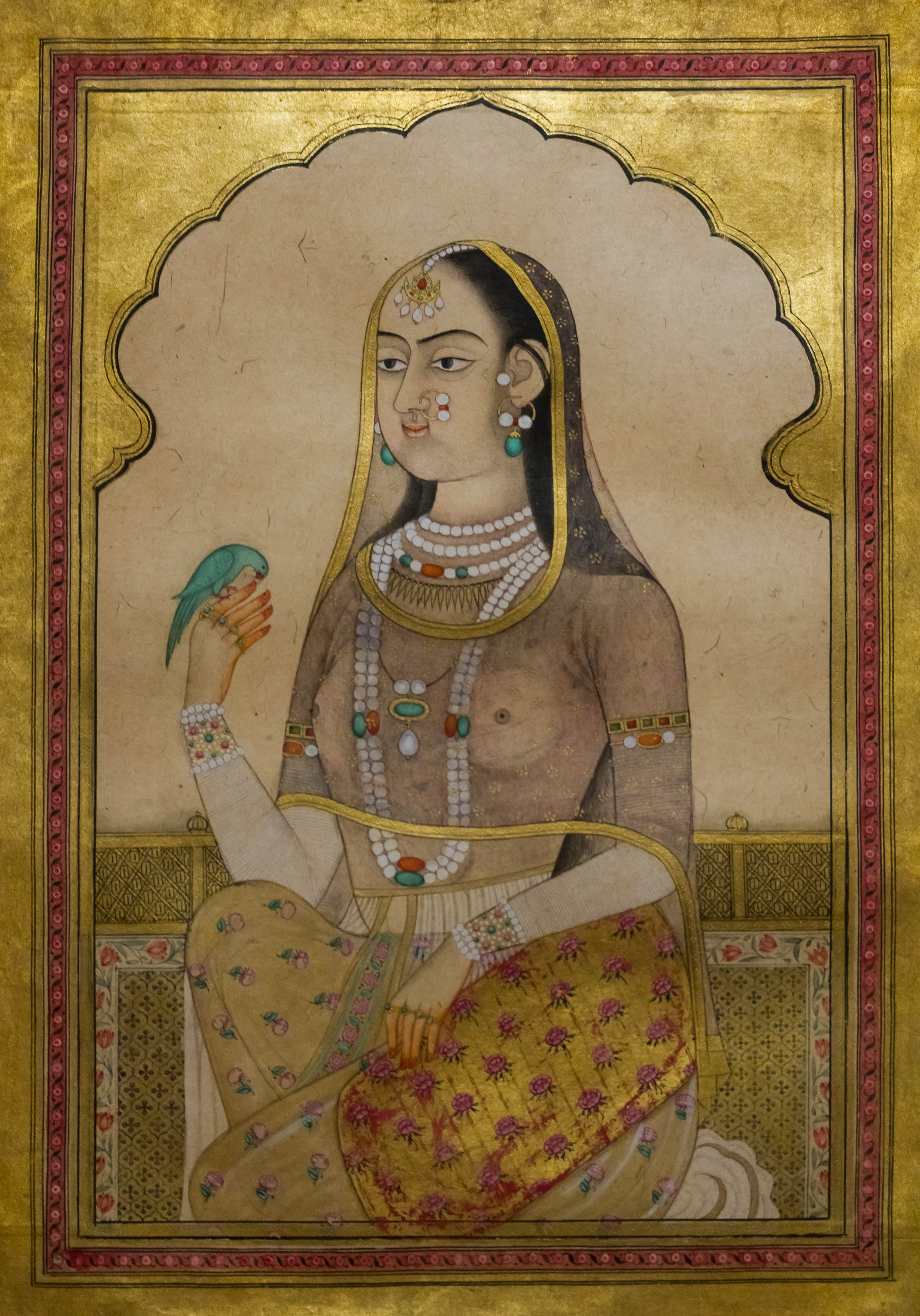
ゼーブンニサー・ベーグム

ゼーブンニサー・ベーグム（Zeb-un-Nissa Begum, 1638年2月15日 - 1702年5月26日）は、北インド、ムガル帝国の第6代皇帝アウラングゼーブの長女。母はディルラース・バーヌー・ベーグム。

## 生涯
1638年2月15日、ムガル帝国の第6代皇帝アウラングゼーブとその妃ディルラース・バーヌー・ベーグムの娘としてダウラターバードで生まれた。
1681年1月、弟アクバルが父に対して反乱を起こすと、ゼーブンニサー・ベーグムもこれに関与した。だが、これを知ったアウラングゼーブによりサリームガル城に幽閉され、財産を没収、給付金も打ち切られた。
1702年5月26日、ゼーブンニサー・ベーグムはサリームガル城に幽閉されたまま死亡した。